# Ligue des champions de l'AFC 2021
Navigation
Édition précédente Édition suivante
La Ligue des champions de l'AFC 2021 est la 40e édition de la plus prestigieuse des compétitions inter-clubs asiatiques de football, la 19e sous le nom de Ligue des champions. Elle oppose les meilleurs clubs d'Asie qui se sont illustrés dans leurs championnats respectifs la saison précédente.
La compétition est fortement perturbée par la pandémie de Covid-19, avec un calendrier erratique, la suppression des matchs aller-retour en phase finale et le retrait des clubs australiens.
Le club saoudien d'Al-Hilal FC remporte son quatrième titre continental en s'imposant en finale contre les Sud-Coréens du Pohang Steelers sur le score de 2 buts à 0, le 23 novembre 2021 au Stade international du Roi-Fahd de Riyad.

## Participants
La confédération asiatique a d’abord défini des critères que les associations membres doivent respecter pour pouvoir envoyer leurs clubs dans la compétition continentale. Ces critères reposent notamment sur la professionnalisation des clubs, l'état des stades et des infrastructures, l’organisation du championnat local et l'affluence. Selon le degré de respect de ces critères, l'AFC accorde un nombre précis de places aux associations, qui peut aller de quatre places qualificatives pour la phase de groupes et/ou les barrages à aucune si les critères ne sont atteints en aucun point.
Vingt fédérations obtiennent une ou plusieurs places en phase de groupes. L'AFC conserve le format des barrages sur deux tours instauré en 2021, permettant à de nombreuses fédérations de pouvoir qualifier des équipes par le biais de leur championnat. Il y a ainsi 53 clubs issus de 21 pays inscrits à cette édition 2021 de la Ligue des champions.
| Classement | Classement | Membre de la Fédération | Points | Nombre de places | Nombre de places | Nombre de places |
| Région     | AFC        | Membre de la Fédération | Points | Phase de groupes | Barrages         | Barrages         |
| Région     | AFC        | Membre de la Fédération | Points | Phase de groupes | Barrages         | Tour prél.       |
| ---------- | ---------- | ----------------------- | ------ | ---------------- | ---------------- | ---------------- |
| 1          | 2          | Qatar                   | 97.644 | 3                | 1                | 0                |
| 2          | 4          | Arabie saoudite         | 88.449 | 3                | 1                | 0                |
| 3          | 6          | Iran                    | 81.724 | 3                | 1                | 0                |
| 4          | 7          | Émirats arabes unis     | 61.870 | 2                | 2                | 0                |
| 5          | 9          | Irak                    | 48.992 | 1                | 2                | 0                |
| 6          | 10         | Ouzbékistan             | 45.562 | 1                | 1                | 0                |
| 7          | 12         | Jordanie                | 33.852 | 1                | 0                | 0                |
| 8          | 15         | Inde                    | 29.576 | 1                | 0                | 0                |
| 9          | 17         | Tadjikistan             | 28.361 | 1                | 0                | 0                |

| Classement | Classement | Membre de la Fédération | Points | Nombre de places | Nombre de places | Nombre de places |
| Région     | AFC        | Membre de la Fédération | Points | Phase de groupes | Barrages         | Barrages         |
| Région     | AFC        | Membre de la Fédération | Points | Phase de groupes | Barrages         | Tour prél.       |
| ---------- | ---------- | ----------------------- | ------ | ---------------- | ---------------- | ---------------- |
| 1          | 1          | Chine                   | 100.00 | 2                | 1                | 0                |
| 2          | 3          | Japon                   | 93.321 | 3                | 1                | 0                |
| 3          | 5          | Corée du Sud            | 85.979 | 3                | 1                | 0                |
| 4          | 8          | Thaïlande               | 51.189 | 3                | 1                | 0                |
| 5          | 11         | Australie               | 40.896 | 1                | 1                | 1                |
| 6          | 13         | Philippines             | 23.130 | 1                | 0                | 1                |
| 8          | 16         | Viêt Nam                | 28.571 | 1                | 0                | 0                |
| 9          | 18         | Malaisie                | 26.960 | 1                | 0                | 0                |
| 10         | 19         | Singapour               | 26.607 | 1                | 0                | 0                |
| 11         | 23         | Hong Kong               | 19.945 | 1                | 0                | 0                |
| 12         | 27         | Birmanie                | 12.756 | 0                | 0                | 1                |

### Participants de la zone occidentale
|     | Qatar        | Arabie Saoudite   | Iran              |
| --- | ------------ | ----------------- | ----------------- |
| 1er | Al-Duhail SC | Al-Hilal FC C     | Persépolis FC     |
| C   | Al-Sadd SC C | Al-Nassr Riyad 2e | Tractor Club      |
| 2e  | Al-Rayyan SC | Al-Ahli SC 3e     | Esteghlal Téhéran |

|     | Émirats arabes unis |
| --- | ------------------- |
| 1er | Sharjah FC          |
| C   | Shabab Al-Ahli Club |

|     | Irak         | Ouzbékistan          | Jordanie   | Inde   | Tadjikistan        |
| --- | ------------ | -------------------- | ---------- | ------ | ------------------ |
| 1er | Al Shorta SC | Pakhtakor Tachkent C | Al-Weehdat | FC Goa | Istiqlol Douchanbé |

| Barrages | Barrages                                                                                                   |
| --- | --- |
| - Qatar : Al-Gharafa SC - Arabie Saoudite : Al Wehda Club - Iran : Foolad Ahvaz - Émirats arabes unis: Al-Wahda Club | - Émirats arabes unis: Al-Aïn FC - Irak: Al-Qowa Al-Jawiya - Irak: Al-Zawra'a SC C - Ouzbékistan : FK AGMK |

### Participants de la zone orientale
|     | Chine            | Japon               | Corée du Sud             | Thaïlande               |
| --- | ---------------- | ------------------- | ------------------------ | ----------------------- |
| 1er | Aucun            | Kawasaki Frontale C | Jeonbuk Hyundai Motors C | Pathum United           |
| C   | Guangzhou FC 2e  | Gamba Osaka 2e      | Ulsan Hyundai T 2e       | Thai Port FC 2e         |
| 2e  | Beijing Guoan 3e | Nagoya Grampus 3e   | Pohang Steelers 3e       | Chiangrai United 3e     |
| 3e  | N/A              | Cerezo Osaka 4e     | Daegu FC 5e              | Ratchaburi Mitr Phol 4e |

|     | Australie | Philippines | Viêt Nam   | Malaisie              | Singapour          | Hong Kong  |
| --- | --------- | ----------- | ---------- | --------------------- | ------------------ | ---------- |
| 1er | Sydney FC | United City | Viettel FC | Johor Darul Ta'zim FC | Tampines Rovers 2e | Kitchee SC |

| Barrages                                                    | Barrages                                            |
| ----------------------------------------------------------- | --------------------------------------------------- |
| - Chine : Shanghai Port                                     |                                                     |
| Tour préliminaire                                           |                                                     |
| - Australie : Brisbane Roar FC - Australie : Melbourne City | - Philippines : Kaya FC - Birmanie : Shan United FC |

## Calendrier
| Nom                         | Tirage au sort        | Date aller                                                                    | Date retour                                                                   | Équipes participantes | Équipes restantes |
| --------------------------- | --------------------- | ----------------------------------------------------------------------------- | ----------------------------------------------------------------------------- | --------------------- | ----------------- |
| Phase qualificative (2021)  |                       |                                                                               |                                                                               |                       |                   |
| Tour préliminaire           | Pas de tirage au sort | 20 juin 2021 (zone orientale)                                                 | 20 juin 2021 (zone orientale)                                                 | 4                     | 4 à 2             |
| Barrages                    | Pas de tirage au sort | 7-10 avril 2021 (zone occidentale) 23 juin 2021 (zone orientale)              | 7-10 avril 2021 (zone occidentale) 23 juin 2021 (zone orientale)              | 16 (2 + 14)           | 16 à 8            |
| Phase de groupes (2021)     |                       |                                                                               |                                                                               |                       |                   |
| Journées 1 à 6              | 27 janvier 2021       | 14-30 avril 2021 (zone occidentale) 22 juin-11 juillet 2021 (zone orientale)  | 14-30 avril 2021 (zone occidentale) 22 juin-11 juillet 2021 (zone orientale)  | 40                    | 40 à 16           |
| Phase à élimination directe |                       |                                                                               |                                                                               |                       |                   |
| Huitièmes de finale         | 27 janvier 2021       | 13-14 septembre 2021 (zone occidentale) 14-15 septembre 2021 (zone orientale) | 13-14 septembre 2021 (zone occidentale) 14-15 septembre 2021 (zone orientale) | 16                    | 16 à 8            |
| Quarts de finale            | 17 septembre 2021     | 16-17 octobre 2021                                                            | 16-17 octobre 2021                                                            | 8                     | 8 à 4             |
| Demi-finales                | 17 septembre 2021     | 19-20 octobre 2021                                                            | 19-20 octobre 2021                                                            | 4                     | 4 à 2             |
| Finale                      | 17 septembre 2021     | 23 novembre 2021                                                              | 23 novembre 2021                                                              | 2                     | 2 à 1             |

## Tour de barrages

### Tour préliminaire de la zone orientale
| Club             | Score  | Club           |
| ---------------- | ------ | -------------- |
| Brisbane Roar FC | Annulé | Kaya FC        |
| Melbourne City   | Annulé | Shan United FC |

- Qualifié pour les Barrages

|  | Brisbane Roar FC | Annulé | Kaya FC |  |  |
|  |                  |        |         |  |  |

|  | Melbourne City | Annulé | Shan United |  |  |
|  |                |        |             |  |  |

### Barrages
| Club            | Score                | Club              |
| Asie de l'Ouest | Asie de l'Ouest      | Asie de l'Ouest   |
| --------------- | -------------------- | ----------------- |
| Al-Gharafa SC   | 0 - 1 ap             | FK AGMK           |
| Al-Wehda        | 1 - 1 ap (2 - 3) tab | Al-Qowa Al-Jawiya |
| Foolad Ahvaz    | 4 - 0                | Al-Aïn FC         |
| Al-Wahda Club   | 2 - 1                | Al-Zawra'a SC     |
| Asie de l'Est   |                      |                   |
| Shanghai Port   | 0 - 1                | Kaya FC           |
| Cerezo Osaka    | Annulé               | Melbourne City    |
| Daegu FC        | Annulé               | Chiangrai United  |

- Qualifié pour la phase de groupes

### Tour barrage
Région Ouest
| 7 avril 2021  | Al-Gharafa SC | 0 - 1 a. p.           | FK AGMK    | Stade Suheim bin Hamad, Doha                      |                                                   |
| 18h20 (UTC+3) |               | (0 - 0, 0 - 0, 0 - 0) | 120e Đokić | Spectateurs : 0 (huis clos) Arbitrage : Ali Sabah | Spectateurs : 0 (huis clos) Arbitrage : Ali Sabah |
| 18h20 (UTC+3) | Rapport       |                       |            | Spectateurs : 0 (huis clos) Arbitrage : Ali Sabah | Spectateurs : 0 (huis clos) Arbitrage : Ali Sabah |

| 7 avril 2021  | Al-Wehda                                                 | 1 - 1 a. p.           | Al-Qowa Al-Jawiya               | Stade du Roi Abdul Aziz, La Mecque                      |                                                         |
| 20h45 (UTC+3) | Niakaté 24e                                              | (1 - 0, 1 - 1, 1 - 1) | 90+2e Hussein                   | Spectateurs : 0 (huis clos) Arbitrage : Omar Al-Yaqoubi | Spectateurs : 0 (huis clos) Arbitrage : Omar Al-Yaqoubi |
| 20h45 (UTC+3) | Rapport                                                  |                       |                                 | Spectateurs : 0 (huis clos) Arbitrage : Omar Al-Yaqoubi | Spectateurs : 0 (huis clos) Arbitrage : Omar Al-Yaqoubi |
| 20h45 (UTC+3) | Niakaté · Al-Qarni · Al-Qahtani · Al-Qahtani · Al-Ghamdi | Tirs au but 2 - 3     | Jabbar · Radhi · Jabar · Al Ani | Spectateurs : 0 (huis clos) Arbitrage : Omar Al-Yaqoubi | Spectateurs : 0 (huis clos) Arbitrage : Omar Al-Yaqoubi |

| 10 avril 2021 | Foolad Ahvaz                               | 4 - 0   | Al-Aïn FC | Stade du Prince Faisal bin Fahd, Riyad                            |                                                                   |
| 18h50 (UTC+3) | Hardani 41e · Luciano 49e 86e · Patosi 56e | (1 - 0) |           | Spectateurs : 0 (huis clos) Arbitrage : Modèle:LKA-d Dilan Perera | Spectateurs : 0 (huis clos) Arbitrage : Modèle:LKA-d Dilan Perera |
| 18h50 (UTC+3) | Rapport                                    |         |           | Spectateurs : 0 (huis clos) Arbitrage : Modèle:LKA-d Dilan Perera | Spectateurs : 0 (huis clos) Arbitrage : Modèle:LKA-d Dilan Perera |

| 7 avril 2021  | Al-Wahda Club             | 2 - 1   | Al-Zawra'a SC   | Stade Al-Nahyan, Abu Dhabi                              |                                                         |
| 19h40 (UTC+4) | Khribin 62e · Ibrahim 77e | (0 - 1) | 46e Abdul-Zahra | Spectateurs : 0 (huis clos) Arbitrage : Nawaf Shukralla | Spectateurs : 0 (huis clos) Arbitrage : Nawaf Shukralla |
| 19h40 (UTC+4) | Rapport                   |         |                 | Spectateurs : 0 (huis clos) Arbitrage : Nawaf Shukralla | Spectateurs : 0 (huis clos) Arbitrage : Nawaf Shukralla |

Région Est
|  | Cerezo Osaka | Annulé | Melbourne City |             |
|  |              |        |                | Arbitrage : |

À la suite du retrait des clubs australiens des compétitions AFC, la sous-commission revoit la composition finale des clubs pour les phases de groupes et éliminatoires et décide que le club du Cerezo Osaka rentre dans le groupe J.
| 23 juin 2021 | Daegu FC | Annulé | Chiangrai United |             |
|              |          |        |                  | Arbitrage : |

À la suite du retrait des clubs australiens des compétitions AFC, la sous-commission revoit la composition finale des clubs pour les phases de groupes et éliminatoires et décide que le club de Chiangrai United remplace le Sydney FC et que Daegu FC rentre dans le groupe I.
| 23 juin 2021 | Shanghai Port | 0 - 1   | Kaya FC                | Leo Stadium, Bangkok                                |                                                     |
| 16h00        |               | (0 - 1) | 17e Menzi              | Spectateurs : 0 (huis clos) Arbitrage : Shaun Evans | Spectateurs : 0 (huis clos) Arbitrage : Shaun Evans |
| 16h00        |               | Rapport | 75e Rota · 81e Daniels | Spectateurs : 0 (huis clos) Arbitrage : Shaun Evans | Spectateurs : 0 (huis clos) Arbitrage : Shaun Evans |

## Phase de groupes

### Critères de départage
Selon l'article 10.5 du règlement de la compétition, en cas d’égalité de points de plusieurs équipes à l'issue des matches de groupe, les critères suivants sont appliqués dans l'ordre indiqué pour établir leur classement :
1. plus grand nombre de points obtenus dans les matches de groupe disputés entre les équipes concernées ;
2. meilleure différence de buts dans les matches du groupe disputés entre les équipes concernées;
3. plus grand nombre de buts marqués dans les matches du groupe disputés entre les équipes concernées;
4. plus grand nombre de buts marqués à l’extérieur dans les matches du groupe disputés entre les équipes concernées;
5. si, après l’application des critères 1 à 4, plusieurs équipes sont toujours à égalité, les critères 1 à 4 sont à nouveau appliqués exclusivement aux matches entre les équipes concernées afin de déterminer leur classement final. Si cette procédure ne donne pas de résultat, les critères 6 à 12 s’appliquent;
6. meilleure différence de buts dans tous les matches du groupe;
7. plus grand nombre de buts marqués dans tous les matches du groupe;
8. tirs au but, si deux équipes seulement sont impliquées et qu'elles se sont rencontrés au dernier tour du groupe;
9. plus faible total de points disciplinaires sur la base uniquement des cartons jaunes et des cartons rouges reçus durant tous les matches du groupe, (expulsion pour deux cartons jaunes au cours d'un match = 3 points);
10. meilleur classement de la fédération à laquelle appartient l'équipe.

Légende des classements
- Qualifié pour les huitièmes de finale
- Les 6 meilleures deuxièmes équipes qualifiées pour les huitièmes de finale

Légende des résultats
- Victoire à domicile
- Match nul
- Victoire à l'extérieur

### Groupe A
| Rang | Équipe              | Pts | J | G | N | P | Bp | Bc | Diff |  | Résultats (▼ dom., ► ext.) |     |     |     |     |
| ---- | ------------------- | --- | - | - | - | - | -- | -- | ---- |  | -------------------------- | --- | --- | --- | --- |
| 1    | Istiqlol Douchanbé  | 10  | 6 | 3 | 1 | 2 | 10 | 8  | +2   |  | Istiqlol Douchanbé         |     | 4-1 | 0-0 | 1-2 |
| 2    | Al-Hilal FC         | 10  | 6 | 3 | 1 | 2 | 11 | 9  | +2   |  | Al-Hilal FC                | 3-1 |     | 0-2 | 2-2 |
| 3    | Shabab Al-Ahli Club | 7   | 6 | 2 | 1 | 3 | 6  | 6  | 0    |  | Shabab Al-Ahli Club        | 0-1 | 0-2 |     | 3-1 |
| 4    | FK AGMK             | 7   | 6 | 2 | 1 | 3 | 9  | 13 | -4   |  | FK AGMK                    | 2-3 | 0-3 | 2-1 |     |

### Groupe B
| Rang | Équipe             | Pts | J | G | N | P | Bp | Bc | Diff |  | Résultats (▼ dom., ► ext.) |     |     |     |     |
| ---- | ------------------ | --- | - | - | - | - | -- | -- | ---- |  | -------------------------- | --- | --- | --- | --- |
| 1    | Sharjah FC         | 11  | 6 | 3 | 2 | 1 | 9  | 6  | +3   |  | Sharjah FC                 |     | 0-2 | 4-1 | 1-0 |
| 2    | Tractor Club       | 10  | 6 | 2 | 4 | 0 | 6  | 3  | +3   |  | Tractor Club               | 0-0 |     | 0-0 | 1-0 |
| 3    | Pakhtakor Tachkent | 7   | 6 | 1 | 4 | 1 | 6  | 8  | -2   |  | Pakhtakor Tachkent         | 1-1 | 3-3 |     | 1-0 |
| 4    | Al-Qowa Al-Jawiya  | 2   | 6 | 0 | 2 | 4 | 2  | 6  | -4   |  | Al-Qowa Al-Jawiya          | 2-3 | 0-0 | 0-0 |     |

### Groupe C
| Rang | Équipe            | Pts | J | G | N | P | Bp | Bc | Diff |  | Résultats (▼ dom., ► ext.) |     |     |     |     |
| ---- | ----------------- | --- | - | - | - | - | -- | -- | ---- |  | -------------------------- | --- | --- | --- | --- |
| 1    | Esteghlal Téhéran | 11  | 6 | 3 | 2 | 1 | 14 | 8  | +6   |  | Esteghlal Téhéran          |     | 2-2 | 5-2 | 1-0 |
| 2    | Al Duhail SC      | 9   | 6 | 2 | 3 | 1 | 11 | 9  | +2   |  | Al Duhail SC               | 4-3 |     | 1-1 | 2-0 |
| 3    | Al-Ahli SC        | 9   | 6 | 2 | 3 | 1 | 9  | 8  | +1   |  | Al-Ahli SC                 | 0-0 | 1-1 |     | 2-1 |
| 4    | Al Shorta SC      | 3   | 6 | 1 | 0 | 5 | 3  | 12 | -9   |  | Al Shorta SC               | 0-3 | 2-1 | 0-3 |     |

### Groupe D
| Rang | Équipe          | Pts | J | G | N | P | Bp | Bc | Diff |  | Résultats (▼ dom., ► ext.) |     |     |     |     |
| ---- | --------------- | --- | - | - | - | - | -- | -- | ---- |  | -------------------------- | --- | --- | --- | --- |
| 1    | Al-Nassr Riyad  | 11  | 6 | 3 | 2 | 1 | 9  | 5  | +4   |  | Al-Nassr Riyad             |     | 3-1 | 1-2 | 2-0 |
| 2    | Al-Sadd SC      | 10  | 6 | 3 | 1 | 2 | 9  | 7  | +2   |  | Al-Sadd SC                 | 1-2 |     | 3-1 | 1-1 |
| 3    | Al-Weehdat Club | 7   | 6 | 2 | 1 | 3 | 4  | 7  | -3   |  | Al-Weehdat Club            | 0-0 | 0-2 |     | 1-0 |
| 4    | Foolad Ahvaz    | 5   | 6 | 1 | 2 | 3 | 3  | 6  | -3   |  | Foolad Ahvaz               | 1-1 | 0-1 | 1-0 |     |

### Groupe E
| Rang | Équipe        | Pts | J | G | N | P | Bp | Bc | Diff |  | Résultats (▼ dom., ► ext.) |     |     |     |     |
| ---- | ------------- | --- | - | - | - | - | -- | -- | ---- |  | -------------------------- | --- | --- | --- | --- |
| 1    | Persépolis FC | 15  | 6 | 5 | 0 | 1 | 14 | 5  | +9   |  | Persépolis FC              |     | 1-0 | 2-1 | 4-2 |
| 2    | Al-Wahda Club | 13  | 6 | 4 | 1 | 1 | 7  | 3  | +4   |  | Al-Wahda Club              | 1-0 |     | 0-0 | 3-2 |
| 3    | FC Goa        | 3   | 6 | 0 | 3 | 3 | 2  | 9  | -7   |  | FC Goa                     | 0-4 | 0-2 |     | 0-0 |
| 4    | Al-Rayyan SC  | 2   | 6 | 0 | 2 | 4 | 6  | 12 | -6   |  | Al-Rayyan SC               | 1-3 | 0-1 | 1-1 |     |

### Groupe F
| Rang | Équipe        | Pts | J | G | N | P | Bp | Bc | Diff |  | Résultats (▼ dom., ► ext.) |     |     |     |     |
| ---- | ------------- | --- | - | - | - | - | -- | -- | ---- |  | -------------------------- | --- | --- | --- | --- |
| 1    | Ulsan Hyundai | 18  | 6 | 6 | 0 | 0 | 13 | 1  | +12  |  | Ulsan Hyundai              |     | 2-0 | 3-0 | 2-1 |
| 2    | Pathum United | 12  | 6 | 4 | 0 | 2 | 10 | 6  | +4   |  | Pathum United              | 0-2 |     | 2-0 | 4-1 |
| 3    | Viettel FC    | 6   | 6 | 2 | 0 | 4 | 7  | 9  | -2   |  | Viettel FC                 | 0-1 | 1-3 |     | 1-0 |
| 4    | Kaya FC       | 0   | 6 | 0 | 0 | 6 | 2  | 16 | -14  |  | Kaya FC                    | 0-3 | 0-1 | 0-5 |     |

### Groupe G
| Rang | Équipe                | Pts | J | G | N | P | Bp | Bc | Diff |  | Résultats (▼ dom., ► ext.) |     |     |     |     |
| ---- | --------------------- | --- | - | - | - | - | -- | -- | ---- |  | -------------------------- | --- | --- | --- | --- |
| 1    | Nagoya Grampus        | 16  | 6 | 5 | 1 | 0 | 14 | 2  | +12  |  | Nagoya Grampus             |     | 3-0 | 2-1 | 3-0 |
| 2    | Pohang Steelers       | 11  | 6 | 3 | 2 | 1 | 9  | 5  | +4   |  | Pohang Steelers            | 1-1 |     | 4-1 | 2-0 |
| 3    | Johor Darul Ta'zim FC | 4   | 6 | 1 | 1 | 4 | 3  | 9  | -6   |  | Johor Darul Ta'zim FC      | 0-1 | 0-2 |     | 1-1 |
| 4    | Ratchaburi Mitr Phol  | 2   | 6 | 0 | 2 | 4 | 0  | 10 | -10  |  | Ratchaburi Mitr Phol       | 0-4 | 0-0 | 0-1 |     |

### Groupe H
| Rang | Équipe                 | Pts | J | G | N | P | Bp | Bc | Diff |  | Résultats (▼ dom., ► ext.) |     |     |     |     |
| ---- | ---------------------- | --- | - | - | - | - | -- | -- | ---- |  | -------------------------- | --- | --- | --- | --- |
| 1    | Jeonbuk Hyundai Motors | 16  | 6 | 5 | 1 | 0 | 22 | 5  | +17  |  | Jeonbuk Hyundai Motors     |     | 2-1 | 2-1 | 9-0 |
| 2    | Gamba Osaka            | 9   | 6 | 2 | 3 | 1 | 15 | 7  | +8   |  | Gamba Osaka                | 2-2 |     | 1-1 | 8-1 |
| 3    | Chiangrai United       | 8   | 6 | 2 | 2 | 2 | 8  | 7  | +1   |  | Chiangrai United           | 1-3 | 1-1 |     | 1-0 |
| 4    | Tampines Rovers        | 0   | 6 | 0 | 0 | 6 | 1  | 27 | -26  |  | Tampines Rovers            | 0-4 | 0-2 | 0-3 |     |

### Groupe I
| Rang | Équipe            | Pts | J | G | N | P | Bp | Bc | Diff |  | Résultats (▼ dom., ► ext.) |     |     |     |     |
| ---- | ----------------- | --- | - | - | - | - | -- | -- | ---- |  | -------------------------- | --- | --- | --- | --- |
| 1    | Kawasaki Frontale | 18  | 6 | 6 | 0 | 0 | 27 | 3  | +24  |  | Kawasaki Frontale          |     | 3-2 | 8-0 | 4-0 |
| 2    | Daegu FC          | 12  | 6 | 4 | 0 | 2 | 22 | 6  | +16  |  | Daegu FC                   | 1-3 |     | 7-0 | 5-0 |
| 3    | United City       | 4   | 6 | 1 | 1 | 4 | 4  | 24 | -20  |  | United City                | 0-2 | 0-4 |     | 1-1 |
| 4    | Beijing Guoan     | 1   | 6 | 0 | 1 | 5 | 3  | 23 | -20  |  | Beijing Guoan              | 0-7 | 0-3 | 2-3 |     |

### Groupe J
| Rang | Équipe       | Pts | J | G | N | P | Bp | Bc | Diff |  | Résultats (▼ dom., ► ext.) |     |     |     |     |
| ---- | ------------ | --- | - | - | - | - | -- | -- | ---- |  | -------------------------- | --- | --- | --- | --- |
| 1    | Cerezo Osaka | 14  | 6 | 4 | 2 | 0 | 13 | 2  | +11  |  | Cerezo Osaka               |     | 2-1 | 1-1 | 5-0 |
| 2    | Kitchee SC   | 11  | 6 | 3 | 2 | 1 | 6  | 3  | +3   |  | Kitchee SC                 | 0-0 |     | 2-0 | 1-0 |
| 3    | Thai Port FC | 8   | 6 | 2 | 2 | 2 | 10 | 8  | +2   |  | Thai Port FC               | 0-3 | 1-1 |     | 3-0 |
| 4    | Guangzhou FC | 0   | 6 | 0 | 0 | 6 | 1  | 17 | -16  |  | Guangzhou FC               | 0-2 | 0-1 | 1-5 |     |

### Meilleures deuxièmes
Classement
| Rang | Équipe               | Pts | J | G | N | P | Bp | Bc | Diff |
| ---- | -------------------- | --- | - | - | - | - | -- | -- | ---- |
| 1    | Al-Wahda Club (Gr.E) | 13  | 6 | 4 | 1 | 1 | 7  | 3  | +4   |
| 2    | Tractor Club (Gr.B)  | 10  | 6 | 2 | 4 | 0 | 6  | 3  | +3   |
| 3    | Al-Hilal FC (Gr.A)   | 10  | 6 | 3 | 1 | 2 | 11 | 9  | +2   |
| 4    | Al-Sadd SC (Gr.D)    | 10  | 6 | 3 | 1 | 2 | 9  | 7  | +2   |
| 5    | Al Duhail SC (Gr.C)  | 9   | 6 | 2 | 3 | 1 | 11 | 9  | +2   |

| Rang | Équipe                 | Pts | J | G | N | P | Bp | Bc | Diff |
| ---- | ---------------------- | --- | - | - | - | - | -- | -- | ---- |
| 1    | Daegu FC (Gr.I)        | 12  | 6 | 4 | 0 | 2 | 22 | 6  | +16  |
| 2    | Pathum United (Gr.F)   | 12  | 6 | 4 | 0 | 2 | 10 | 6  | +4   |
| 3    | Pohang Steelers (Gr.G) | 11  | 6 | 3 | 2 | 1 | 9  | 5  | +4   |
| 4    | Kitchee SC (Gr.J)      | 11  | 6 | 3 | 2 | 1 | 6  | 3  | +3   |
| 5    | Gamba Osaka (Gr.H)     | 9   | 6 | 2 | 3 | 1 | 15 | 7  | +8   |

Distribution des meilleures deuxièmes en huitièmes de finale

Puisque six des dix groupes placent une deuxième équipe dans le tableau final, les différentes combinaisons formées par les groupes de provenance des équipes qualifiées servent à les répartir contre les premiers des groupes A à E et F à J (voir tableau final ci-dessus), comme suit.

Si un vainqueur de groupe joue un finaliste de groupe, le vainqueur de groupe accueille le match. Si deux vainqueurs de groupe s'affrontent, le vainqueur du groupe marqué avec * accueille le match :
| Groupes d'origine des meilleurs 2e | Groupes d'origine des meilleurs 2e | Groupes d'origine des meilleurs 2e | Adversaires de | Adversaires de | Adversaires de | Adversaires de | Adversaires de |
| Groupes d'origine des meilleurs 2e | Groupes d'origine des meilleurs 2e | Groupes d'origine des meilleurs 2e | 1A             | 1B             | 1C             | 1D             | 1E             |
| ---------------------------------- | ---------------------------------- | ---------------------------------- | -------------- | -------------- | -------------- | -------------- | -------------- |
| 2A                                 | 2B                                 | 2C                                 | 1B*            | 1A             | 2A             | 2B             | 2C             |
| 2A                                 | 2B                                 | 2D                                 | 1D             | 2D             | 2A             | 1A*            | 2B             |
| 2A                                 | 2B                                 | 2E                                 | 1E             | 2E             | 2A             | 2B             | 1A*            |
| 2A                                 | 2C                                 | 2D                                 | 1C*            | 2D             | 1A             | 2A             | 2C             |
| 2A                                 | 2C                                 | 2E                                 | 2C             | 2E             | 1E*            | 2A             | 1C             |
| 2A                                 | 2D                                 | 2E                                 | 2D             | 2E             | 2A             | 1E*            | 1D             |
| 2B                                 | 2C                                 | 2D                                 | 2D             | 1C*            | 1B             | 2B             | 2C             |
| 2B                                 | 2C                                 | 2E                                 | 2C             | 1E             | 2E             | 2B             | 1B*            |
| 2B                                 | 2D                                 | 2E                                 | 2D             | 1D*            | 2E             | 1B             | 2B             |
| 2C                                 | 2D                                 | 2E                                 | 2D             | 2E             | 1D*            | 1C             | 2C             |

| Groupes d'origine des meilleurs 2e | Groupes d'origine des meilleurs 2e | Groupes d'origine des meilleurs 2e | Adversaires de | Adversaires de | Adversaires de | Adversaires de | Adversaires de |
| Groupes d'origine des meilleurs 2e | Groupes d'origine des meilleurs 2e | Groupes d'origine des meilleurs 2e | 1F             | 1G             | 1H             | 1I             | 1J             |
| ---------------------------------- | ---------------------------------- | ---------------------------------- | -------------- | -------------- | -------------- | -------------- | -------------- |
| 2F                                 | 2G                                 | 2H                                 | 1G*            | 1F             | 2F             | 2G             | 2H             |
| 2F                                 | 2G                                 | 2I                                 | 1I             | 2I             | 2F             | 1F*            | 2G             |
| 2F                                 | 2G                                 | 2J                                 | 1J             | 2J             | 2F             | 2G             | 1F*            |
| 2F                                 | 2H                                 | 2I                                 | 1H*            | 2I             | 1F             | 2F             | 2H             |
| 2F                                 | 2H                                 | 2J                                 | 2H             | 2J             | 1J*            | 2F             | 1H             |
| 2F                                 | 2I                                 | 2J                                 | 2I             | 2J             | 2F             | 1J*            | 1I             |
| 2G                                 | 2H                                 | 2I                                 | 2I             | 1H*            | 1G             | 2G             | 2H             |
| 2G                                 | 2H                                 | 2J                                 | 2H             | 1J             | 2J             | 2G             | 1G*            |
| 2G                                 | 2I                                 | 2J                                 | 2I             | 1I*            | 2J             | 1G             | 2G             |
| 2H                                 | 2I                                 | 2J                                 | 2I             | 2J             | 1I*            | 1H             | 2H             |

## Phase finale

### Huitièmes de finale
Les matchs se jouent les 13-14 septembre en Asie occidentale et les 14-15 septembre 2021 en Asie orientale.
| Club                   | Score                | Club              |
| Asie de l'Ouest        | Asie de l'Ouest      | Asie de l'Ouest   |
| ---------------------- | -------------------- | ----------------- |
| Istiqlol Douchanbé     | 0 - 1                | Persépolis FC     |
| Sharjah FC             | 1 - 1 ap (4 - 5) tab | Al-Wahda Club     |
| Esteghlal Téhéran      | 0 - 2                | Al-Hilal FC       |
| Al-Nassr Riyad         | 1 - 0                | Tractor Club      |
| Asie de l'Est          |                      |                   |
| Ulsan Hyundai          | 0 - 0 ap (3 - 2) tab | Kawasaki Frontale |
| Nagoya Grampus         | 4 - 2                | Daegu FC          |
| Jeonbuk Hyundai Motors | 1 - 1 ap (4 - 2) tab | BG Pathum United  |
| Cerezo Osaka           | 0 - 1                | Pohang Steelers   |

### Quarts de finale
Le tirage au sort des quarts de finale se déroule à 17 septembre 2021. Les matchs se jouent le 16 octobre 2021 en Asie occidentale et le 17 octobre 2021 en Asie orientale.
En raison de la situation sanitaire liée à la pandémie de Covid-19, les quarts de finale ne sont joués que sur un seul match, le 16 octobre 2021 en Asie occidentale en Arabie saoudite et le 17 octobre 2021 en Asie orientale en Corée du Sud.
| Club                   | Score           | Club            |
| Asie de l'Ouest        | Asie de l'Ouest | Asie de l'Ouest |
| ---------------------- | --------------- | --------------- |
| Al-Wahda Club          | 1 - 5           | Al-Nassr Riyad  |
| Persépolis FC          | 0 - 3           | Al-Hilal FC     |
| Asie de l'Est          |                 |                 |
| Jeonbuk Hyundai Motors | 2 - 3 ap        | Ulsan Hyundai   |
| Pohang Steelers        | 3 - 0           | Nagoya Grampus  |

### Demi-finales
Les matchs devaient se jouer en aller-retour les 19 et 20 octobre, et les 26 et 27 octobre 2021.
En raison de la situation sanitaire liée à la pandémie de Covid-19, les demi-finales ne sont jouées que sur un seul match, le 19 octobre 2021 en Asie occidentale en Arabie saoudite et le 20 octobre 2021 en Asie orientale en Corée du Sud.
| Club            | Score                | Club            |
| Asie de l'Ouest | Asie de l'Ouest      | Asie de l'Ouest |
| --------------- | -------------------- | --------------- |
| Al-Nassr Riyad  | 1 - 2                | Al-Hilal FC     |
| Asie de l'Est   |                      |                 |
| Ulsan Hyundai   | 1 - 1 ap (4 - 5) tab | Pohang Steelers |

### Finale
La finale devait se jouer en aller-retour les 21 et 27 novembre 2021.
En raison de la situation sanitaire liée à la pandémie de Covid-19, la finale se joue sur un seul match, le 23 novembre 2021 au stade international du Roi-Fahd à Riyad.
| Club        | Score | Club            |
| ----------- | ----- | --------------- |
| Al-Hilal FC | 2 - 0 | Pohang Steelers |

### Tableau final
|  | Huitièmes de finale                                              | Huitièmes de finale                           | Huitièmes de finale                                            | Huitièmes de finale                           |                        |                        | Quarts de finale                                            | Quarts de finale                                            | Quarts de finale                                            | Quarts de finale                                            |  |  | Demi-finales                                                | Demi-finales                                                | Demi-finales                                                | Demi-finales                                                |  |  | Finale                                                    | Finale                                                    | Finale                                                    | Finale                                                    |
|  |                                                                  |                                               |                                                                |                                               |                        |                        |                                                             |                                                             |                                                             |                                                             |  |  |                                                             |                                                             |                                                             |                                                             |  |  |                                                           |                                                           |                                                           |                                                           |
|  | 14 septembre 2021 - Stade de Sharjah, Charjah                    | 14 septembre 2021 - Stade de Sharjah, Charjah | 14 septembre 2021 - Stade de Sharjah, Charjah                  | 14 septembre 2021 - Stade de Sharjah, Charjah |                        |                        | 16 octobre 2021 - Stade de l'Université du Roi Saoud, Riyad | 16 octobre 2021 - Stade de l'Université du Roi Saoud, Riyad | 16 octobre 2021 - Stade de l'Université du Roi Saoud, Riyad | 16 octobre 2021 - Stade de l'Université du Roi Saoud, Riyad |  |  | 19 octobre 2021 - Stade de l'Université du Roi Saoud, Riyad | 19 octobre 2021 - Stade de l'Université du Roi Saoud, Riyad | 19 octobre 2021 - Stade de l'Université du Roi Saoud, Riyad | 19 octobre 2021 - Stade de l'Université du Roi Saoud, Riyad |  |  | 23 novembre 2021 - Stade international du Roi-Fahd, Riyad | 23 novembre 2021 - Stade international du Roi-Fahd, Riyad | 23 novembre 2021 - Stade international du Roi-Fahd, Riyad | 23 novembre 2021 - Stade international du Roi-Fahd, Riyad |
|  | Sharjah FC                                                       | Sharjah FC                                    | 1 (4)                                                          | 1 (4)                                         |                        |                        | 16 octobre 2021 - Stade de l'Université du Roi Saoud, Riyad | 16 octobre 2021 - Stade de l'Université du Roi Saoud, Riyad | 16 octobre 2021 - Stade de l'Université du Roi Saoud, Riyad | 16 octobre 2021 - Stade de l'Université du Roi Saoud, Riyad |  |  | 19 octobre 2021 - Stade de l'Université du Roi Saoud, Riyad | 19 octobre 2021 - Stade de l'Université du Roi Saoud, Riyad | 19 octobre 2021 - Stade de l'Université du Roi Saoud, Riyad | 19 octobre 2021 - Stade de l'Université du Roi Saoud, Riyad |  |  | 23 novembre 2021 - Stade international du Roi-Fahd, Riyad | 23 novembre 2021 - Stade international du Roi-Fahd, Riyad | 23 novembre 2021 - Stade international du Roi-Fahd, Riyad | 23 novembre 2021 - Stade international du Roi-Fahd, Riyad |
|  | Sharjah FC                                                       | Sharjah FC                                    | 1 (4)                                                          | 1 (4)                                         |                        |                        | 16 octobre 2021 - Stade de l'Université du Roi Saoud, Riyad | 16 octobre 2021 - Stade de l'Université du Roi Saoud, Riyad | 16 octobre 2021 - Stade de l'Université du Roi Saoud, Riyad | 16 octobre 2021 - Stade de l'Université du Roi Saoud, Riyad |  |  | 19 octobre 2021 - Stade de l'Université du Roi Saoud, Riyad | 19 octobre 2021 - Stade de l'Université du Roi Saoud, Riyad | 19 octobre 2021 - Stade de l'Université du Roi Saoud, Riyad | 19 octobre 2021 - Stade de l'Université du Roi Saoud, Riyad |  |  | 23 novembre 2021 - Stade international du Roi-Fahd, Riyad | 23 novembre 2021 - Stade international du Roi-Fahd, Riyad | 23 novembre 2021 - Stade international du Roi-Fahd, Riyad | 23 novembre 2021 - Stade international du Roi-Fahd, Riyad |
|  | Al-Wahda Club                                                    | Al-Wahda Club                                 | 1 (5)                                                          | 1 (5)                                         |                        |                        | 16 octobre 2021 - Stade de l'Université du Roi Saoud, Riyad | 16 octobre 2021 - Stade de l'Université du Roi Saoud, Riyad | 16 octobre 2021 - Stade de l'Université du Roi Saoud, Riyad | 16 octobre 2021 - Stade de l'Université du Roi Saoud, Riyad |  |  | 19 octobre 2021 - Stade de l'Université du Roi Saoud, Riyad | 19 octobre 2021 - Stade de l'Université du Roi Saoud, Riyad | 19 octobre 2021 - Stade de l'Université du Roi Saoud, Riyad | 19 octobre 2021 - Stade de l'Université du Roi Saoud, Riyad |  |  | 23 novembre 2021 - Stade international du Roi-Fahd, Riyad | 23 novembre 2021 - Stade international du Roi-Fahd, Riyad | 23 novembre 2021 - Stade international du Roi-Fahd, Riyad | 23 novembre 2021 - Stade international du Roi-Fahd, Riyad |
|  | Al-Wahda Club                                                    | Al-Wahda Club                                 | 1 (5)                                                          | 1 (5)                                         | Al-Wahda Club          | Al-Wahda Club          | 1                                                           | 1                                                           |                                                             |                                                             |  |  | 19 octobre 2021 - Stade de l'Université du Roi Saoud, Riyad | 19 octobre 2021 - Stade de l'Université du Roi Saoud, Riyad | 19 octobre 2021 - Stade de l'Université du Roi Saoud, Riyad | 19 octobre 2021 - Stade de l'Université du Roi Saoud, Riyad |  |  | 23 novembre 2021 - Stade international du Roi-Fahd, Riyad | 23 novembre 2021 - Stade international du Roi-Fahd, Riyad | 23 novembre 2021 - Stade international du Roi-Fahd, Riyad | 23 novembre 2021 - Stade international du Roi-Fahd, Riyad |
|  | 14 septembre 2021 - Stade Jassim-bin-Hamad, Doha                 |                                               |                                                                |                                               | Al-Wahda Club          | Al-Wahda Club          | 1                                                           | 1                                                           |                                                             |                                                             |  |  | 19 octobre 2021 - Stade de l'Université du Roi Saoud, Riyad | 19 octobre 2021 - Stade de l'Université du Roi Saoud, Riyad | 19 octobre 2021 - Stade de l'Université du Roi Saoud, Riyad | 19 octobre 2021 - Stade de l'Université du Roi Saoud, Riyad |  |  | 23 novembre 2021 - Stade international du Roi-Fahd, Riyad | 23 novembre 2021 - Stade international du Roi-Fahd, Riyad | 23 novembre 2021 - Stade international du Roi-Fahd, Riyad | 23 novembre 2021 - Stade international du Roi-Fahd, Riyad |
|  |                                                                  |                                               | Al-Nassr Riyad                                                 | Al-Nassr Riyad                                | 5                      | 5                      |                                                             |                                                             |                                                             |                                                             |  |  | 19 octobre 2021 - Stade de l'Université du Roi Saoud, Riyad | 19 octobre 2021 - Stade de l'Université du Roi Saoud, Riyad | 19 octobre 2021 - Stade de l'Université du Roi Saoud, Riyad | 19 octobre 2021 - Stade de l'Université du Roi Saoud, Riyad |  |  | 23 novembre 2021 - Stade international du Roi-Fahd, Riyad | 23 novembre 2021 - Stade international du Roi-Fahd, Riyad | 23 novembre 2021 - Stade international du Roi-Fahd, Riyad | 23 novembre 2021 - Stade international du Roi-Fahd, Riyad |
|  | Al-Nassr Riyad                                                   | Al-Nassr Riyad                                | Al-Nassr Riyad                                                 | Al-Nassr Riyad                                | 5                      | 5                      | 1                                                           | 1                                                           |                                                             |                                                             |  |  | 19 octobre 2021 - Stade de l'Université du Roi Saoud, Riyad | 19 octobre 2021 - Stade de l'Université du Roi Saoud, Riyad | 19 octobre 2021 - Stade de l'Université du Roi Saoud, Riyad | 19 octobre 2021 - Stade de l'Université du Roi Saoud, Riyad |  |  | 23 novembre 2021 - Stade international du Roi-Fahd, Riyad | 23 novembre 2021 - Stade international du Roi-Fahd, Riyad | 23 novembre 2021 - Stade international du Roi-Fahd, Riyad | 23 novembre 2021 - Stade international du Roi-Fahd, Riyad |
|  | Al-Nassr Riyad                                                   | Al-Nassr Riyad                                | 16 octobre 2021 - Stade de l'Université du Roi Saoud, Riyad    |                                               |                        |                        | 1                                                           | 1                                                           |                                                             |                                                             |  |  | 19 octobre 2021 - Stade de l'Université du Roi Saoud, Riyad | 19 octobre 2021 - Stade de l'Université du Roi Saoud, Riyad | 19 octobre 2021 - Stade de l'Université du Roi Saoud, Riyad | 19 octobre 2021 - Stade de l'Université du Roi Saoud, Riyad |  |  | 23 novembre 2021 - Stade international du Roi-Fahd, Riyad | 23 novembre 2021 - Stade international du Roi-Fahd, Riyad | 23 novembre 2021 - Stade international du Roi-Fahd, Riyad | 23 novembre 2021 - Stade international du Roi-Fahd, Riyad |
|  | Tractor Club                                                     | Tractor Club                                  | 0                                                              | 0                                             |                        |                        |                                                             |                                                             |                                                             |                                                             |  |  | 19 octobre 2021 - Stade de l'Université du Roi Saoud, Riyad | 19 octobre 2021 - Stade de l'Université du Roi Saoud, Riyad | 19 octobre 2021 - Stade de l'Université du Roi Saoud, Riyad | 19 octobre 2021 - Stade de l'Université du Roi Saoud, Riyad |  |  | 23 novembre 2021 - Stade international du Roi-Fahd, Riyad | 23 novembre 2021 - Stade international du Roi-Fahd, Riyad | 23 novembre 2021 - Stade international du Roi-Fahd, Riyad | 23 novembre 2021 - Stade international du Roi-Fahd, Riyad |
|  | Tractor Club                                                     | Tractor Club                                  | 0                                                              | 0                                             | Al-Nassr Riyad         | Al-Nassr Riyad         | 1                                                           | 1                                                           |                                                             |                                                             |  |  |                                                             |                                                             |                                                             |                                                             |  |  | 23 novembre 2021 - Stade international du Roi-Fahd, Riyad | 23 novembre 2021 - Stade international du Roi-Fahd, Riyad | 23 novembre 2021 - Stade international du Roi-Fahd, Riyad | 23 novembre 2021 - Stade international du Roi-Fahd, Riyad |
|  | 14 septembre 2021 - Stade Pamir, Douchanbé                       |                                               |                                                                |                                               | Al-Nassr Riyad         | Al-Nassr Riyad         | 1                                                           | 1                                                           |                                                             |                                                             |  |  |                                                             |                                                             |                                                             |                                                             |  |  | 23 novembre 2021 - Stade international du Roi-Fahd, Riyad | 23 novembre 2021 - Stade international du Roi-Fahd, Riyad | 23 novembre 2021 - Stade international du Roi-Fahd, Riyad | 23 novembre 2021 - Stade international du Roi-Fahd, Riyad |
|  |                                                                  |                                               | Al-Hilal FC                                                    | Al-Hilal FC                                   | 2                      | 2                      |                                                             |                                                             |                                                             |                                                             |  |  |                                                             |                                                             |                                                             |                                                             |  |  | 23 novembre 2021 - Stade international du Roi-Fahd, Riyad | 23 novembre 2021 - Stade international du Roi-Fahd, Riyad | 23 novembre 2021 - Stade international du Roi-Fahd, Riyad | 23 novembre 2021 - Stade international du Roi-Fahd, Riyad |
|  | Istiqlol Douchanbé                                               | Istiqlol Douchanbé                            | Al-Hilal FC                                                    | Al-Hilal FC                                   | 2                      | 2                      | 0                                                           | 0                                                           |                                                             |                                                             |  |  |                                                             |                                                             |                                                             |                                                             |  |  | 23 novembre 2021 - Stade international du Roi-Fahd, Riyad | 23 novembre 2021 - Stade international du Roi-Fahd, Riyad | 23 novembre 2021 - Stade international du Roi-Fahd, Riyad | 23 novembre 2021 - Stade international du Roi-Fahd, Riyad |
|  | Istiqlol Douchanbé                                               | Istiqlol Douchanbé                            | 20 octobre 2021 - Stade de la Coupe du monde de Jeonju, Jeonju |                                               |                        |                        | 0                                                           | 0                                                           |                                                             |                                                             |  |  |                                                             |                                                             |                                                             |                                                             |  |  | 23 novembre 2021 - Stade international du Roi-Fahd, Riyad | 23 novembre 2021 - Stade international du Roi-Fahd, Riyad | 23 novembre 2021 - Stade international du Roi-Fahd, Riyad | 23 novembre 2021 - Stade international du Roi-Fahd, Riyad |
|  | Persépolis FC                                                    | Persépolis FC                                 | 1                                                              | 1                                             |                        |                        |                                                             |                                                             |                                                             |                                                             |  |  |                                                             |                                                             |                                                             |                                                             |  |  | 23 novembre 2021 - Stade international du Roi-Fahd, Riyad | 23 novembre 2021 - Stade international du Roi-Fahd, Riyad | 23 novembre 2021 - Stade international du Roi-Fahd, Riyad | 23 novembre 2021 - Stade international du Roi-Fahd, Riyad |
|  | Persépolis FC                                                    | Persépolis FC                                 | 1                                                              | 1                                             | Persépolis FC          | Persépolis FC          | 0                                                           | 0                                                           |                                                             |                                                             |  |  |                                                             |                                                             |                                                             |                                                             |  |  | 23 novembre 2021 - Stade international du Roi-Fahd, Riyad | 23 novembre 2021 - Stade international du Roi-Fahd, Riyad | 23 novembre 2021 - Stade international du Roi-Fahd, Riyad | 23 novembre 2021 - Stade international du Roi-Fahd, Riyad |
|  | 13 septembre 2021 - Zabeel Stadium, Dubaï                        |                                               |                                                                |                                               | Persépolis FC          | Persépolis FC          | 0                                                           | 0                                                           |                                                             |                                                             |  |  |                                                             |                                                             |                                                             |                                                             |  |  | 23 novembre 2021 - Stade international du Roi-Fahd, Riyad | 23 novembre 2021 - Stade international du Roi-Fahd, Riyad | 23 novembre 2021 - Stade international du Roi-Fahd, Riyad | 23 novembre 2021 - Stade international du Roi-Fahd, Riyad |
|  |                                                                  |                                               | Al-Hilal FC                                                    | Al-Hilal FC                                   | 3                      | 3                      |                                                             |                                                             |                                                             |                                                             |  |  |                                                             |                                                             |                                                             |                                                             |  |  | 23 novembre 2021 - Stade international du Roi-Fahd, Riyad | 23 novembre 2021 - Stade international du Roi-Fahd, Riyad | 23 novembre 2021 - Stade international du Roi-Fahd, Riyad | 23 novembre 2021 - Stade international du Roi-Fahd, Riyad |
|  | Esteghlal Téhéran                                                | Esteghlal Téhéran                             | Al-Hilal FC                                                    | Al-Hilal FC                                   | 3                      | 3                      | 0                                                           | 0                                                           |                                                             |                                                             |  |  |                                                             |                                                             |                                                             |                                                             |  |  | 23 novembre 2021 - Stade international du Roi-Fahd, Riyad | 23 novembre 2021 - Stade international du Roi-Fahd, Riyad | 23 novembre 2021 - Stade international du Roi-Fahd, Riyad | 23 novembre 2021 - Stade international du Roi-Fahd, Riyad |
|  | Esteghlal Téhéran                                                | Esteghlal Téhéran                             | 17 octobre 2021 - Stade de la Coupe du monde de Jeonju, Jeonju |                                               |                        |                        | 0                                                           | 0                                                           |                                                             |                                                             |  |  |                                                             |                                                             |                                                             |                                                             |  |  | 23 novembre 2021 - Stade international du Roi-Fahd, Riyad | 23 novembre 2021 - Stade international du Roi-Fahd, Riyad | 23 novembre 2021 - Stade international du Roi-Fahd, Riyad | 23 novembre 2021 - Stade international du Roi-Fahd, Riyad |
|  | Al-Hilal FC                                                      | Al-Hilal FC                                   | 2                                                              | 2                                             |                        |                        |                                                             |                                                             |                                                             |                                                             |  |  |                                                             |                                                             |                                                             |                                                             |  |  | 23 novembre 2021 - Stade international du Roi-Fahd, Riyad | 23 novembre 2021 - Stade international du Roi-Fahd, Riyad | 23 novembre 2021 - Stade international du Roi-Fahd, Riyad | 23 novembre 2021 - Stade international du Roi-Fahd, Riyad |
|  | Al-Hilal FC                                                      | Al-Hilal FC                                   | 2                                                              | 2                                             | Al-Hilal FC            | Al-Hilal FC            | 2                                                           | 2                                                           |                                                             |                                                             |  |  |                                                             |                                                             |                                                             |                                                             |  |  |                                                           |                                                           |                                                           |                                                           |
|  | 15 septembre 2021 - Stade de la Coupe du monde de Jeonju, Jeonju |                                               |                                                                |                                               | Al-Hilal FC            | Al-Hilal FC            | 2                                                           | 2                                                           |                                                             |                                                             |  |  |                                                             |                                                             |                                                             |                                                             |  |  |                                                           |                                                           |                                                           |                                                           |
|  |                                                                  |                                               | Pohang Steelers                                                | Pohang Steelers                               | 0                      | 0                      |                                                             |                                                             |                                                             |                                                             |  |  |                                                             |                                                             |                                                             |                                                             |  |  |                                                           |                                                           |                                                           |                                                           |
|  | Jeonbuk Hyundai Motors                                           | Jeonbuk Hyundai Motors                        | Pohang Steelers                                                | Pohang Steelers                               | 0                      | 0                      | 1 (4)                                                       | 1 (4)                                                       |                                                             |                                                             |  |  |                                                             |                                                             |                                                             |                                                             |  |  |                                                           |                                                           |                                                           |                                                           |
|  | Jeonbuk Hyundai Motors                                           | Jeonbuk Hyundai Motors                        |                                                                |                                               |                        |                        |                                                             | 1 (4)                                                       |                                                             |                                                             |  |  |                                                             |                                                             |                                                             |                                                             |  |  |                                                           |                                                           |                                                           |                                                           |
|  | BG Pathum United                                                 | BG Pathum United                              | 1 (2)                                                          | 1 (2)                                         |                        |                        |                                                             |                                                             |                                                             |                                                             |  |  |                                                             |                                                             |                                                             |                                                             |  |  |                                                           |                                                           |                                                           |                                                           |
|  | BG Pathum United                                                 | BG Pathum United                              | 1 (2)                                                          | 1 (2)                                         | Jeonbuk Hyundai Motors | Jeonbuk Hyundai Motors | 2                                                           | 2                                                           |                                                             |                                                             |  |  |                                                             |                                                             |                                                             |                                                             |  |  |                                                           |                                                           |                                                           |                                                           |
|  | 14 septembre 2021 - Stade d'Ulsan Munsu, Ulsan                   |                                               |                                                                |                                               | Jeonbuk Hyundai Motors | Jeonbuk Hyundai Motors | 2                                                           | 2                                                           |                                                             |                                                             |  |  |                                                             |                                                             |                                                             |                                                             |  |  |                                                           |                                                           |                                                           |                                                           |
|  |                                                                  |                                               | Ulsan Hyundai                                                  | Ulsan Hyundai                                 | 3                      | 3                      |                                                             |                                                             |                                                             |                                                             |  |  |                                                             |                                                             |                                                             |                                                             |  |  |                                                           |                                                           |                                                           |                                                           |
|  | Ulsan Hyundai                                                    | Ulsan Hyundai                                 | Ulsan Hyundai                                                  | Ulsan Hyundai                                 | 3                      | 3                      | 0 (3)                                                       | 0 (3)                                                       |                                                             |                                                             |  |  |                                                             |                                                             |                                                             |                                                             |  |  |                                                           |                                                           |                                                           |                                                           |
|  | Ulsan Hyundai                                                    | Ulsan Hyundai                                 | 17 octobre 2021 - Stade de la Coupe du monde de Jeonju, Jeonju |                                               |                        |                        | 0 (3)                                                       | 0 (3)                                                       |                                                             |                                                             |  |  |                                                             |                                                             |                                                             |                                                             |  |  |                                                           |                                                           |                                                           |                                                           |
|  | Kawasaki Frontale                                                | Kawasaki Frontale                             | 0 (2)                                                          | 0 (2)                                         |                        |                        |                                                             |                                                             |                                                             |                                                             |  |  |                                                             |                                                             |                                                             |                                                             |  |  |                                                           |                                                           |                                                           |                                                           |
|  | Kawasaki Frontale                                                | Kawasaki Frontale                             | 0 (2)                                                          | 0 (2)                                         | Ulsan Hyundai          | Ulsan Hyundai          | 1 (4)                                                       | 1 (4)                                                       |                                                             |                                                             |  |  |                                                             |                                                             |                                                             |                                                             |  |  |                                                           |                                                           |                                                           |                                                           |
|  | 15 septembre 2021 - Nagai Ball Gall Field, Osaka                 |                                               |                                                                |                                               | Ulsan Hyundai          | Ulsan Hyundai          | 1 (4)                                                       | 1 (4)                                                       |                                                             |                                                             |  |  |                                                             |                                                             |                                                             |                                                             |  |  |                                                           |                                                           |                                                           |                                                           |
|  |                                                                  |                                               | Pohang Steelers                                                | Pohang Steelers                               | 1 (5)                  | 1 (5)                  |                                                             |                                                             |                                                             |                                                             |  |  |                                                             |                                                             |                                                             |                                                             |  |  |                                                           |                                                           |                                                           |                                                           |
|  | Cerezo Osaka                                                     | Cerezo Osaka                                  | Pohang Steelers                                                | Pohang Steelers                               | 1 (5)                  | 1 (5)                  | 0                                                           | 0                                                           |                                                             |                                                             |  |  |                                                             |                                                             |                                                             |                                                             |  |  |                                                           |                                                           |                                                           |                                                           |
|  | Cerezo Osaka                                                     | Cerezo Osaka                                  |                                                                |                                               |                        |                        |                                                             | 0                                                           |                                                             |                                                             |  |  |                                                             |                                                             |                                                             |                                                             |  |  |                                                           |                                                           |                                                           |                                                           |
|  | Pohang Steelers                                                  | Pohang Steelers                               | 1                                                              | 1                                             |                        |                        |                                                             |                                                             |                                                             |                                                             |  |  |                                                             |                                                             |                                                             |                                                             |  |  |                                                           |                                                           |                                                           |                                                           |
|  | Pohang Steelers                                                  | Pohang Steelers                               | 1                                                              | 1                                             | Pohang Steelers        | Pohang Steelers        | 3                                                           | 3                                                           |                                                             |                                                             |  |  |                                                             |                                                             |                                                             |                                                             |  |  |                                                           |                                                           |                                                           |                                                           |
|  | 14 septembre 2021 - Stade Toyota, Toyota                         |                                               |                                                                |                                               | Pohang Steelers        | Pohang Steelers        | 3                                                           | 3                                                           |                                                             |                                                             |  |  |                                                             |                                                             |                                                             |                                                             |  |  |                                                           |                                                           |                                                           |                                                           |
|  |                                                                  |                                               | Nagoya Grampus                                                 | Nagoya Grampus                                | 0                      | 0                      |                                                             |                                                             |                                                             |                                                             |  |  |                                                             |                                                             |                                                             |                                                             |  |  |                                                           |                                                           |                                                           |                                                           |
|  | Nagoya Grampus                                                   | Nagoya Grampus                                | Nagoya Grampus                                                 | Nagoya Grampus                                | 0                      | 0                      | 4                                                           | 4                                                           |                                                             |                                                             |  |  |                                                             |                                                             |                                                             |                                                             |  |  |                                                           |                                                           |                                                           |                                                           |
|  | Nagoya Grampus                                                   | Nagoya Grampus                                |                                                                |                                               |                        |                        |                                                             | 4                                                           |                                                             |                                                             |  |  |                                                             |                                                             |                                                             |                                                             |  |  |                                                           |                                                           |                                                           |                                                           |
|  | Daegu FC                                                         | Daegu FC                                      | 2                                                              | 2                                             |                        |                        |                                                             |                                                             |                                                             |                                                             |  |  |                                                             |                                                             |                                                             |                                                             |  |  |                                                           |                                                           |                                                           |                                                           |
|  | Daegu FC                                                         | Daegu FC                                      | 2                                                              | 2                                             |                        |                        |                                                             |                                                             |                                                             |                                                             |  |  |                                                             |                                                             |                                                             |                                                             |  |  |                                                           |                                                           |                                                           |                                                           |
|  |                                                                  |                                               |                                                                |                                               |                        |                        |                                                             |                                                             |                                                             |                                                             |  |  |                                                             |                                                             |                                                             |                                                             |  |  |                                                           |                                                           |                                                           |                                                           |

## Nombre d'équipes par association et par tour

### Zone Ouest
| Association         |       | Barrages                       | +   | Phase de groupes                         | Huitièmes de finale              | Quarts de finale     | Demi-finales         | Finale     |
| ------------------- | ----- | ------------------------------ | --- | ---------------------------------------- | -------------------------------- | -------------------- | -------------------- | ---------- |
| Qatar               |       | 1 Al Gharafa                   | +3  | 3 Al Duhail, Al Rayyan, Al Sadd          |                                  |                      |                      |            |
| Arabie Saoudite     |       | 1 Al Wehda                     | +3  | 3 Al-Ahli, Al-Hilal, Al-Nassr            | 2 Al-Hilal, Al-Nassr             | 2 Al-Hilal, Al-Nassr | 2 Al-Hilal, Al-Nassr | 1 Al-Hilal |
| Iran                |       | 1 Foolad                       | +3  | 4 Estéghlal, Foolad, Persépolis, Tractor | 3 Estéghlal, Persépolis, Tractor | 1 Persépolis         |                      |            |
| Émirats arabes unis |       | 2 Al-Wahda, Al-Aïn             | +2  | 3 Al-Ahli, Sharjah, Al-Wahda             | 2 Sharjah, Al-Wahda              | 1 Al-Wahda           |                      |            |
| Irak                |       | 2 Al-Qowa Al-Jawiya, Al-Zawraa | +1  | 2 Al-Qowa Al-Jawiya, Al Shorta           |                                  |                      |                      |            |
| Ouzbékistan         |       | 1 AGMK                         | +1  | 2 AGMK, Pakhtakor                        |                                  |                      |                      |            |
| Jordanie            |       |                                | +1  | 1 Al-Weehdat                             |                                  |                      |                      |            |
| Inde                |       |                                | +1  | 1 FC Goa                                 |                                  |                      |                      |            |
| Tadjikistan         |       |                                | +1  | 1 Istiklol                               | 1 Istiklol                       |                      |                      |            |
| Total               | Total | 8                              | +16 | 20                                       | 8                                | 4                    | 2                    | 1          |

### Zone Est
| Associations |       | Tours préliminaires   | +  | Barrages    | +   | Phase de groupes                      | Huitièmes de finale             | Quarts de finale         | Demi-finales    | Finale   |
| ------------ | ----- | --------------------- | -- | ----------- | --- | ------------------------------------- | ------------------------------- | ------------------------ | --------------- | -------- |
| Chine        |       |                       | +1 | 1 Shanghai  | +2  | 2 Beijing, Guangzhou                  |                                 |                          |                 |          |
| Japon        |       |                       |    |             | +4  | 4 Cerezo, Gamba, Kawasaki, Nagoya     | 3 Cerezo, Kawasaki, Nagoya      | 1 Nagoya                 |                 |          |
| Corée du Sud |       |                       |    |             | +4  | 4 Daegu, Jeonbuk, Pohang, Ulsan       | 4 Daegu, Jeonbuk, Pohang, Ulsan | 3 Jeonbuk, Ulsan, Pohang | 2 Ulsan, Pohang | 1 Pohang |
| Thaïlande    |       |                       |    |             | +4  | 4 Chiangrai, Pathum, Ratchaburi, Thaï | 1 Pathum                        |                          |                 |          |
| Australie    |       | 2 Brisbane, Melbourne |    | 1 Melbourne | +1  | 1 Sydney                              |                                 |                          |                 |          |
| Philippines  |       | 1 Kaya                |    | 1 Kaya      | +1  | 2 Kaya, United                        |                                 |                          |                 |          |
| Viêtnam      |       |                       |    |             | +1  | 1 Viettel                             |                                 |                          |                 |          |
| Malaisie     |       |                       |    |             | +1  | 1 Johor                               |                                 |                          |                 |          |
| Singapour    |       |                       |    |             | +1  | 1 Tampines                            |                                 |                          |                 |          |
| Hong Kong    |       |                       |    |             | +1  | 1 Kitchee                             |                                 |                          |                 |          |
| Birmanie     |       | 1 Shan                |    |             |     |                                       |                                 |                          |                 |          |
| Total        | Total | 4                     | +4 | 4           | +17 | 20                                    | 8                               | 4                        | 2               | 1        |